# 立野リカ
立野 リカ（たつの りか、1989年4月26日 - ）は、日本の女性ファッションモデル。所属事務所はボン・イマージュ。

## 来歴・人物
- 雑誌「Precious」専属モデルを始め広告等で活動。幼少のころからテニスを習い、ジュニア時代には全米ダブルスで1位になった。いとこにサッカー日本代表の武藤嘉紀がいる。
- 趣味：お菓子作り、ランニング。

## 出演

### 雑誌
- Precious 専属モデル（2015年10月～）
- リシェス
- 25ans
- etRouge
- HB (ハミングバーズ)

### CM
2016年
- P&G「レノアオードリュクス」

2015年
- 日産自動車「日産NOTE 技術篇」

2014年
- P&G「SK-Ⅱ PITERA ESSENCE」 韓国

2013年
- フォルクスワーゲン「Golf７」

2013年
- Standard Chartered「Breeze the Work」香港

2012年
- APPLE INC「APPLE WORLD WIDE」

### 広告・カタログ
- DoCLASSE / ドウクラッセ 2015-16 AW
- 三越伊勢丹 / 時好
- ネスレ日本 / ペリエ プロモーション WEB (〜2015/12/31)
- サンエーインターナショナル / VIVIENN TAM 2015 SS
- BOSE/ BOSE（スピーカー）
- ユニクロ / UNIQLO「スマートパンツ」
- DHC「オリーブ倶楽部」
- ホテルオークラ東京 / ウェディング広告

### TV
- 2015年 NEWS ZERO「ZERO ヒューマン」 (10.14 OA)
- 2013年 FOX TV「FOX BACKSTAGE PASS」スペシャルレポーター

### イベント
- 2015 年第一回さいたま国際マラソン スペシャルサポーター
- 2015 年RUN GIRL NIGHT FRaU ランチームリーダー